# Округ Бриско (Тексас)
Округ Бриско (енгл. Briscoe County) је округ у америчкој савезној држави Тексас. По попису из 2010. године број становника је 1.637.

## Демографија
Према попису становништва из 2010. у округу је живело 1.637 становника, што је 153 (8,5%) становника мање него 2000. године.
| Група             | 2000.         | 2010.         |
| Белци             | 1.319 (73,7%) | 1.163 (71,0%) |
| Афроамериканци    | 41 (2,3%)     | 41 (2,5%)     |
| Азијати           | 1 (0,1%)      | 0 (0,0%)      |
| Хиспаноамериканци | 407 (22,7%)   | 411 (25,1%)   |
| Укупно            | 1.790         | 1.637         |